# Wetterturm (St. Radegund bei Graz)

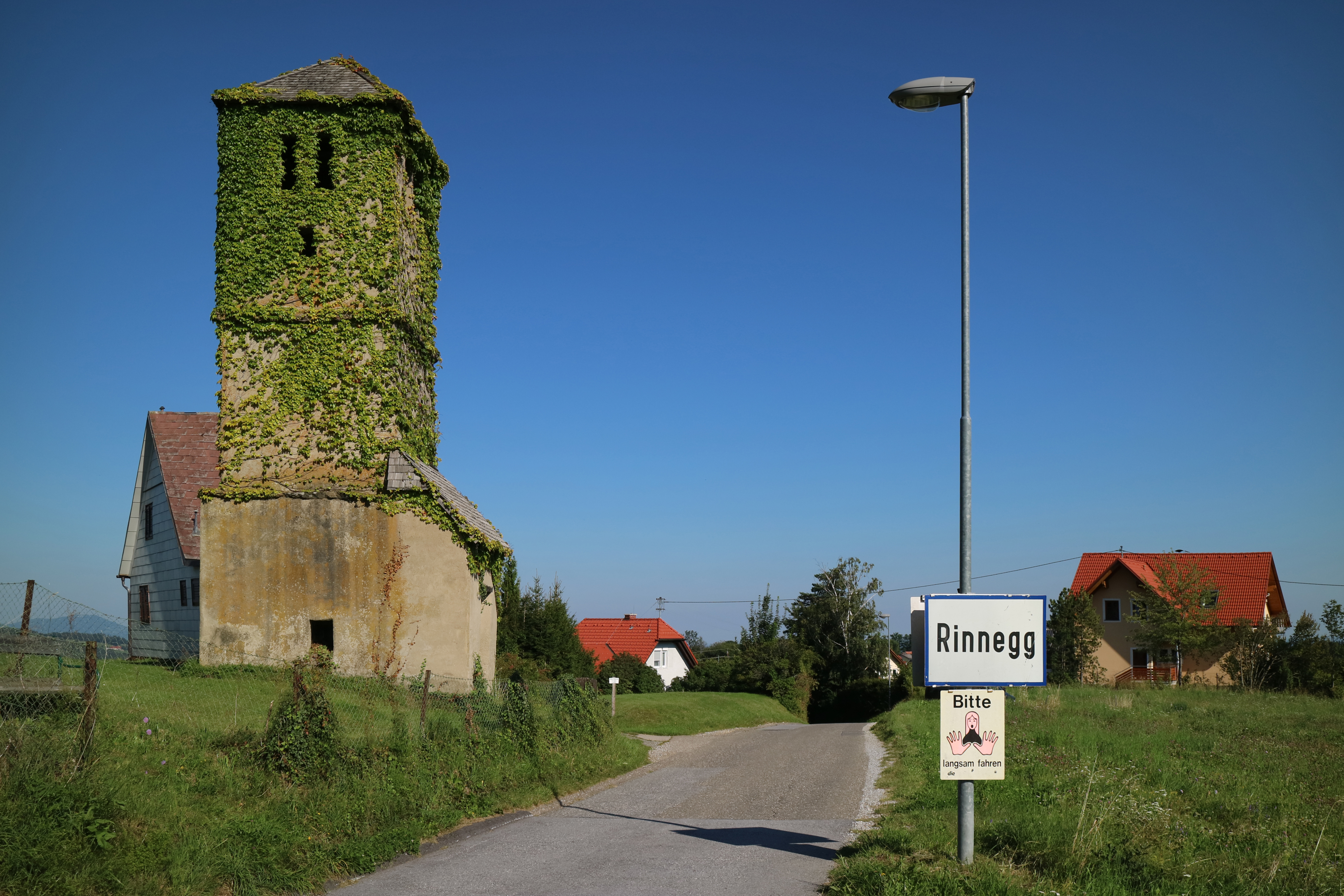
Der Wetterturm, 2016

Der Wetterturm in Rinnegg in der Gemeinde Sankt Radegund bei Graz in der Steiermark hat eine Geschichte, die sich bis auf das Ende des 18. Jahrhunderts zurückverfolgen lässt. Er diente einst zum Wetterläuten, um aufziehende Unwetter zu vertreiben. Vermutlich läutete man seine Glocken auch, um böse Geister und die Schöcklhexen zu vertreiben.

## Lage
Der Turm steht in der Ortschaft Rinnegg in der Wetterturmstraße 14.

## Geschichte

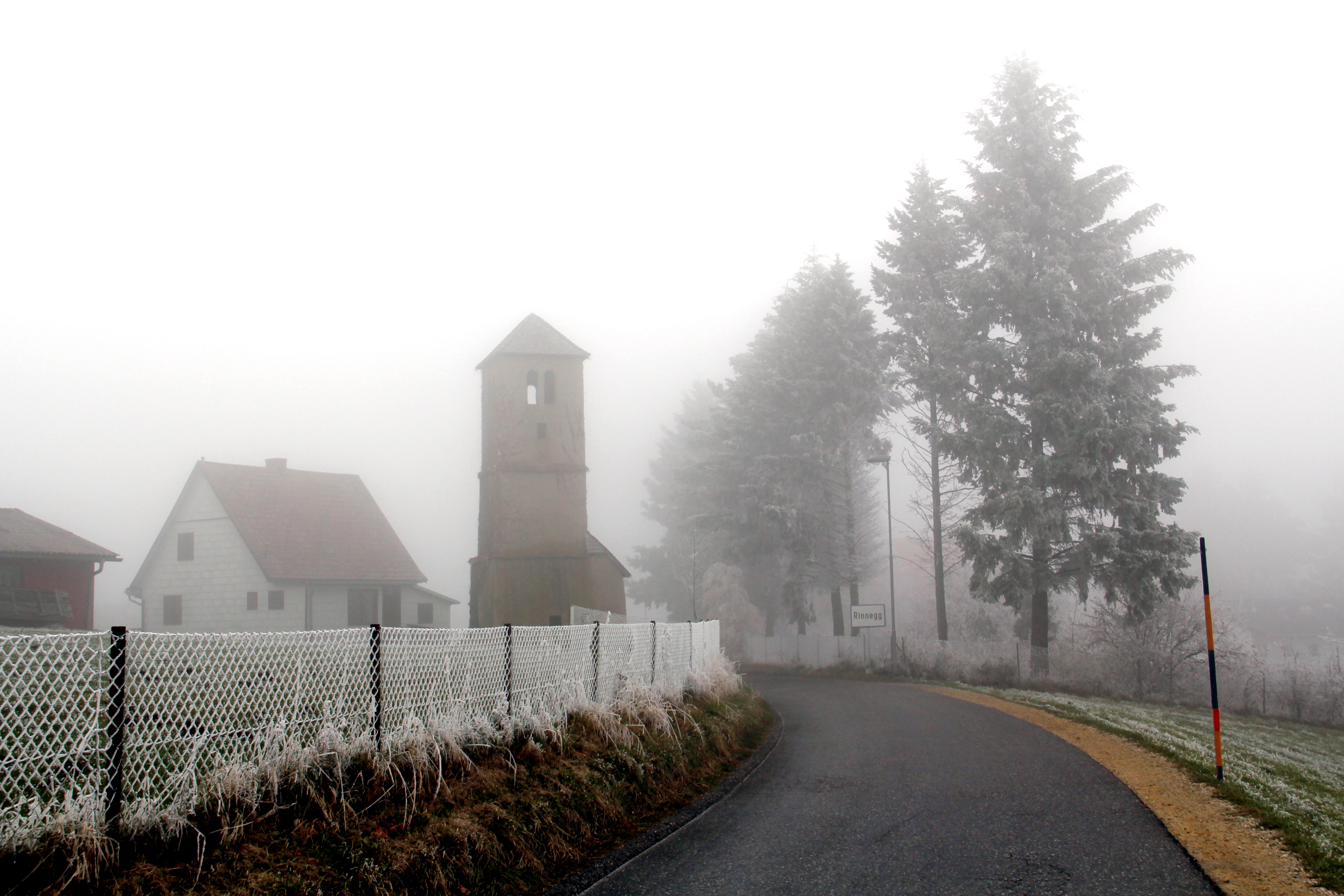
Blick von der Straße auf den Turm

Die 1787 durchgeführte Josephinische Landesaufnahme gibt an, dass zu jener Zeit an dieser Stelle bereits ein Turm stand. Kaiser Joseph II. verbot im Jahr 1783 das Wetterläuten. Obwohl Leopold II. das Verbot aufhob, begann der Turm zu verfallen und wurde vom wilden Wein überwuchert. Im Herbst 2006 wurde das Bauwerk vom Pflanzenbewuchs befreit und das Dach erneuert.

## Beschreibung
Der Wetterturm unbekannten Erbauungsdatums ist in der Form eines romanischen Turms aus Natursteinmauerwerk erbaut. Er hat einen beinahe quadratischen Grundriss und ein mit Lärchenschindeln gedecktes Zeltdach. Über dem gemauerten, straßenseitigen Eingang ist ein Pultdach. Steinerne Gesimse unterteilen den Turm in drei Geschoße. Im obersten, dem Glockengeschoß, befinden sich auf jeder Seite zwei gekuppelte Rundbogenfenster (Schallöffnungen).